# تيم داغت
تيم داغت (بالإنجليزية: Tim Daggett)‏ هو لاعب جمباز فني أمريكي، ولد في 22 مايو 1962 في ويست سبرينغفيلد في الولايات المتحدة.

## وصلات خارجية
- تيم داغت على موقع الاتحاد الدولي للجمباز (biography) (الإنجليزية)
- تيم داغت على موقع اللجنة الأولمبية الدولية (الإنجليزية)
- تيم داغت على موقع أوليمبيديا (الإنجليزية)